# Colonia Independencia, Sahuayo
Colonia Independencia är en ort i Mexiko.   Den ligger i kommunen Sahuayo och delstaten Michoacán de Ocampo, i den centrala delen av landet, 400 km väster om huvudstaden Mexico City. Colonia Independencia ligger 1 553 meter över havet och antalet invånare är 473.
Terrängen runt Colonia Independencia är kuperad åt sydväst, men åt nordost är den platt. Runt Colonia Independencia är det ganska glesbefolkat, med 47 invånare per kvadratkilometer. Närmaste större samhälle är Jiquílpan de Juárez, 1,2 km söder om Colonia Independencia. I omgivningarna runt Colonia Independencia växer huvudsakligen savannskog.